# خباء الأعلى (الحيمة الخارجية)

تعديل مصدري - تعديل

خباء الأعلى هي إحدى قرى عزلة الحطب بمديرية الحيمة الخارجية التابعة لمحافظة صنعاء، بلغ تعداد سكانها 207 نسمة حسب تعداد اليمن لعام 2004.